# Szponzorált tartalom
A Szponzorált tartalom (Sponsored Content) a South Park című amerikai animációs sorozat 265. része (a 19. évad 8. epizódja). Elsőként 2015. november 18-án sugározták az Egyesült Államokban. Magyarországon a magyar Comedy Central 2016. január 28-án mutatta be.
Az epizód az online hirdetéseket és a clickbait cikkcímeket figurázza ki, összefüggésbe hozva azokat a mesterséges intelligenciával, folytatva a politikai korrektség egész évadon keresztüli kitárgyalását is. A cselekmény a következő két epizódban is folytatódik.

## Cselekmény
|  | Alább a cselekmény részletei következnek! |

PC igazgató dühöngeni kezd, mert az iskolai újságban egy diák a "retardált" szóval jellemezte a menzai iskolai étkezési szabályzatot. Mikor megtudja, hogy az újság főszerkesztője Jimmy, aki mozgássérült, máris megenyhül, és az irodájába hívatja. Azt mondja, hogy mostantól az összes újságot jóvá kell hagynia, mielőtt kiosztásra kerülne, hogy kikerüljenek belőle a sértő szavak, de ezt Jimmy megtagadja, és azzal vág vissza, hogy bizonyára kellemetlenül érzi magát mozgássérültek társaságában. Mivel az újságot így sem terjeszthetik az iskolában, Jimmy házhoz szállítja azokat, és a következő szám vezércikke a "PC igazgató retardált szabályai" címet kapja.
Stephen olvasni kezdi az iskolai újságot, és elámul, hogy mennyire jó, hogy sehol egy reklám, szponzorált tartalom, vagy felugró link, csak hírek. Miközben erről beszél a nejének, Lindának, ő katatón állapotban nézegeti az okostelefonját. PC igazgató ezalatt úgy dönt, hogy politikai korrektséggel kezeli a helyzetet, és behívatja magához Jimmyt és Nathant is. Nathan előadja, hogy a "retardált" szó sértő számára, Jimmy azonban továbbra is az igazgatót vádolja intoleranciával. Négyszemközt Nathan elmondja Jimmynek, hogy a rengeteg változás, ami történik a városban, nem puszta véletlen, és hogy egy háború készülődik, ő pedig a győztes oldalon szeretne állni. Ezalatt az elnökválasztási kampányban rendezett vitán Mr. Garrison és Caitlyn Jenner széttrollkodják Hillary Clinton beszédét - a színfalak mögött azonban váratlanul Victoria igazgatónővel találkoznak, aki beszélni akar velük.
PC igazgató egy különleges bulit rendez a mozgássérülteknek, ám kiderül, hogy a vendégek a mellettük való kiállást csajozásra használják. Miután egyikük azt mondja az egyik nőnek, hogy "szétcincálja a punciját", a másnapi iskolaújság azzal a vezércikkel jelenik meg, hogy "A PC jelentése: puncincálás". Ezalatt a GEICO biztosítási cég képviselője érkezik meg Jimmyhez, és 26 millió dollárt kínál, ha az újságban megjelenhetnek a reklámjaik. Jimmy ezt elutasítja, mert a lapjában sosem voltak reklámok, sem szponzorált tartalmak. A férfi erre megfenyegeti Jimmyt és le akarja őt lőni, ám az utolsó pillanatban megérkezik Barbrady őrmester és agyonlövi, majd magával viszi Jimmyt. Sharon kérdőre vonja Randyt a "puncincálás" miatt, és követeli, hogy soha többé ne járjon össze ezekkel az emberekkel, ugyanis az utóbbi időben sokkal bunkóbb és agresszívabb lett.
Jimmy és Barbrady találkoznak egy titkos társasággal, akinek a vezetője elmondja, hogy az online reklámok egyre intelligensebbek, már annyira, hogy jobban tudják az emberek vágyait, mint ők maguk. Jimmynek különleges képessége van, ugyanis meg tudja különböztetni a valódi hírt a reklámoktól, ezért szükségük van rá. Bemutatják őt Leslie Meyersnek, aki szintén náluk van. Jimmy és Leslie rájönnek, hogy akikkel beszéltek, azok egytől egyig korábbi riporterek. Victoria igazgatónő eközben felfedi Garrison és Jenner előtt, hogy nem felmondott, hanem lecserélték. PC igazgató ugyanezt teszi Jimmyvel és Nathant teszi meg az iskolaújság vezetőjének. Jimmy rádöbben, hogy Leslie nem emberi lény, hanem egy reklám. Miközben Mr. Garrison, Caitlyn Jenner és Victoria igazgatónő visszaindulnak South Parkba, PC igazgató felfedezi, hogy kikerült a Leslie-vel közös fényképe egy online reklámba.

## Fordítás
Ez a szócikk részben vagy egészben  a   Sponsored Content (South Park) című angol Wikipédia-szócikk ezen változatának fordításán alapul.  Az eredeti cikk szerkesztőit annak laptörténete sorolja fel. Ez a jelzés csupán a megfogalmazás eredetét és a szerzői jogokat jelzi, nem szolgál a cikkben szereplő információk forrásmegjelöléseként.